# فحص الأغذية
فحص الأغذية عملية ذات شقين: الأول هو الفحص أو التفتيش، والثاني هو الغذاء بكل صوره وأنواعه، وهي عملية تهدف للتأكد من جودة وسلامة الأغذية.

## عناصر الفحص
للفحص عناصر يقوم علي اساسها منها:

### خطة سحب العينات
هي الطريقة التي من خلالها يتم اختيار وتحديد كمية العينة وتوزيعها واماكنها المتوقعة والاساليب المختلفة لجمع العينات.
يشترط في العينة المسحوبة من الكمية الكلية ان تكون عينة ممثلة فعليا عنها (العينة الممثلة هي المقدار الذي يؤخذ من المادة الغذائية بطريقة عشوائية غير متحيزة بحيث يمثل نوعية وخصائص كمية الغذاء المطلوب اتخاذ قرار بشأنه وحسب هذه التعليمات 
) لذا
فإن هناك طرق مختلفة لتحديد خطة سحب العينات الممثلة بعناية أشهرها نظام 105 د أو مايسمي بالمواصفة العسكرية military satndard 105D

### المفتش أو الفاحص أو المراقب
وهو الشخص القائم بعملية الفحص والمتناول لها

### ادوات الفحص
وهي الادوات والاجهزة التي يتم استخدامها في عمليات الفحص

## أنواع الفحص
لفحص الاغذية عدة أنواع تبعا لنوع وطبيعة الغذاء نفسه

### الفحص البصري الاولي - الحسي
ويعتمد بشكل اساسي علي البصر حيث يلاحظ الفاحص أو المفتش الشكل واللون والحجم والقوام والطعم والرائحة وغيرها من الخصائص المعتمدة علي الحواس الخمس عموما من البصر والشم والتذوق 
كملاحظة تاريخ الصلاحية ومستوي نظافة المنتج وخلوه من الشوائب الظاهرة والعيوب المظهرية الأخرى أوالمرفولوجية (الشكل الظاهري).
ويلاحظ طبعا في هذا المستوي من الفحص انه قليل الامكانات وقليل الملاحظة للعيوب الدقيقة

#### أشهر ادواته المستخدمة
العدسة المكبرة - الميكروميتر - البوكليس أو القدمة ذات الورنية - جهاز قياس ضغط التفاح - مقياس حراري أو الترمومتر (رقمي أو ليزر غالبا لأنهما اقل في الخطورة من الزئبقي)- ميزان حساس - ادوات قياس الحجم - مقياس للالوان (Color Index)

### الفحص الكيمائي
ويشمل تحليل كل عناصر ومكونات الغذاءوكل خصائصه من 
- امكانية التزنخ
- التأكسد
- تقدير الحموضة
- اللوغاريتم السالب لتركيز الايون الهيدروجيني (pH)
- مشتقات الاسمدة ومتبقي ومشتقات المبيدات
- تقدير الحموضة والزيوت والدهون المشبعة
- وقياس فوق الاكسيد للزيوت
- ورقم اليود للصابون
- تركيز السكريات
- تقدير الدهون المشبعة والغير مشبعة و Fat %

ويندرج تحته أيضا عدة اختبارات معقدة ومتطورة جدا

### أشهر ادواته والاجهزة فيه
- جهاز تقدير الاس الهيدروجيني (pH meter)
- جهاز التقدير اللوني (Cholorimeter)
- ادوات تقدير الحموضة
- جهاز سوكسلت
- وجهاز HPLC & PCR & GC & تقدير الحموضة
- وجهاز قياس تركيز السكريات (بريكس وبالنج وهيدورميتر Brix meter & Hydrometer)

### الفحص الاحيائي أو الميكروبيولوجي
, هو الذي يتعلق بوجود الميكروبات (البكتريا - الفطريات - الفيروسات) المسببة لفساد أو تسمم الغذاء في المادة الغذائية. ويختلف الفحص حسب نوع المادة الغذائية وتركيبها والعمليات الغذائية السابقة أو اللاحقة لها وكذلك عمليات تداولها.
ويعتمد الفحص عادة علي سحب العينات واجراء تحليلها بواسطة حقن بعض الوسائط الملائمة لنمو كل نوع من الميكروبات وتأخذ فترة الحضانة والحرارة المثالية للنمو

## وصلات خارجية
- دستور الاغذية http://www.codexalimentarius.org/